# Alcázar Genil
O Alcázar Genil (em árabe: Qasar al-Sayyid) é um edifício de origem muçulmana situada junto ao rio Genil na cidade de Granada, sul de Espanha. Era uma almunia ou quinta de recreio, onde se organizavam grandes receções.
Encontra-se no mesmo planalto em que ocorreu a célebre entrega das chaves da cidade aos Reis Católicos por Boabdil, o último sultão nacérida de Granada, a 2 de janeiro de 1492, que oficializou a capitulação daquele que era o último estado muçulmano da Península Ibérica.

## História
Foi construído na almóada, durante o reinado de Abu Iacube Iúçufe II (r. 1213–1223/24), fora do recinto muralhado da Granada muçulmana. Durante o reinado do sultão nacérida Iúçufe I sofreu uma primeira remodelação. Foi a residência dos sultões do Norte de África e a sua última moradora foi a sultana Aixa venderam-no ao Estado espanhol. Atualmente alberga a sede da Fundação Francisco Ayala.

## Arquitetura
Da construção original resta o corpo central com aproximadamente cinco metros de lado por dez metros de altura, com uma torre com telhado de quatro águas e abóbada de madeira com relevos entrelaçados (lacería). O acesso era feito por um arco em ferradura apontado encimado por uma fiaxa de janelas em reticulado. No seu interior há uma fonte ao centro com parterre, que originalmente estava ligada a um tanque ou alverca situado a cerca de 150 metros, onde segundo a tradição, se organizavam competições navais entre os príncipes muçulmanos, onde se simulava a destruição e queima de galeões cristãos. Em ambos os lados há dois pequenos aposentos ou quartos, aos quais se acede através de arcos geminados, cobertos com teto plano de madeira.
A decoração é de gesso com ataurique (arabescos com motivos vegetais). Por cima das portas e no contorno interior do edifício encontram-se inscrições epigráficas (caligrafia árabe usadas na decoração de edifícios muçulmanos) com louvores a Alá e ao rei que o construiu, e fragmentos do Alcorão. Sobre estas inscrições podem observar-se desenhos geométricos policromados. O chão era originalmente em ladrilho e cerâmica vidrada. Foi construído à semelhança dos quiosques-palácios persas, que eram construídos no meio de jardins, rodeados de fontes e tanques, simbolizando o paraíso sufi.
No século XIX foram adicionados dois corpos laterais, com dois andares, obra do arquiteto  Rafael Contreras.